# Принцеса-жабка: Таємниця чарівної кімнати
Принцеса-жабка: Таємниця чарівної кімнати (англ. The Frog Kingdom 2: Sub-Zero Mission) — китайсько-американський комп'ютерний анімаційний фільм 2016 року.

## Сюжет
Страшний Одноокий вирішив підпорядкувати собі все Жаб'яче королівство. Він захопив стародавній артефакт, Кришталеву Жабу, який підтримував прекрасну погоду в Королівстві. Тепер жаби повинні терпіти неймовірні холоди, до яких ніхто не готовий. Щоб врятувати Королівство, Король збирає загін із найкращих представників свого народу – зовсім різних, але яким немає рівних. Тут і швидкість, і майстер єдиноборств, і технік, і силач, й удача. Головним у загоні буде звичайний торговець Рейн, який вже одного разу рятував жаб. І допомагати їм буде сама Принцеса, адже їй не все одно на долю Королівства.

## Акторський склад
| Актор          | Роль           |
| -------------- | -------------- |
| Ентоні Паділья | Фредді         |
| Іен Гекокс     | Одноокий       |
| Ембір Чілдерс  | Принцеса-жабка |
| Джон Ловіц     | Абабва         |
| Джошуа Джоан   | Дево           |
| Джей Шелдон    | Оповідач       |